# Lecrín
Lecrín är en kommun i Spanien.   Den ligger i provinsen Provincia de Granada och regionen Andalusien, i den södra delen av landet, 400 km söder om huvudstaden Madrid. Antalet invånare är 2 299. Arean är 40 kvadratkilometer. Lecrín gränsar till Nigüelas, Lanjarón, El Pinar, El Valle och Villamena. 
Terrängen i Lecrín är kuperad åt sydväst, men åt nordost är den bergig.